# Клингнау

Клингнау (нем. Klingnau) — город в Швейцарии, в кантоне Аргау. 
Входит в состав округа Цурцах.  Население составляет 3018 человек (на 31 декабря 2007 года). Официальный код  —  4309.

## Фотографии

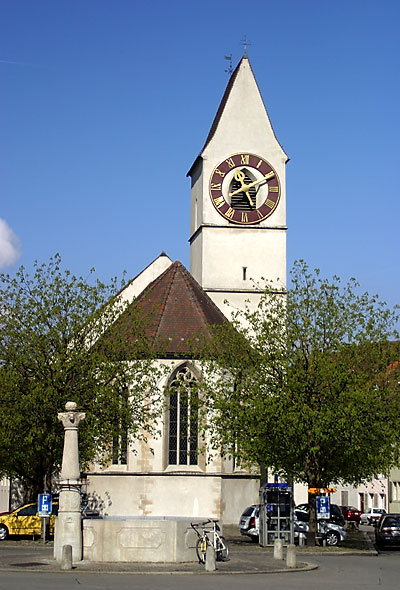
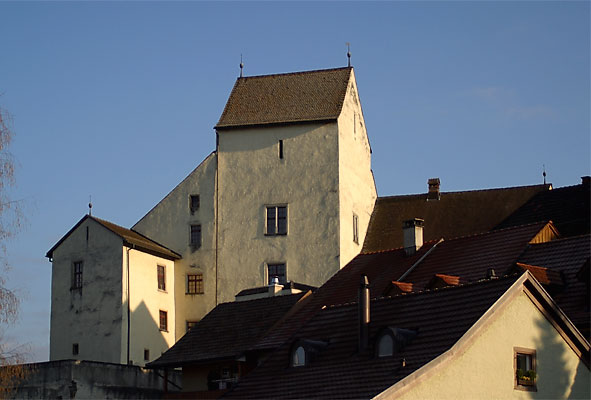
Замок
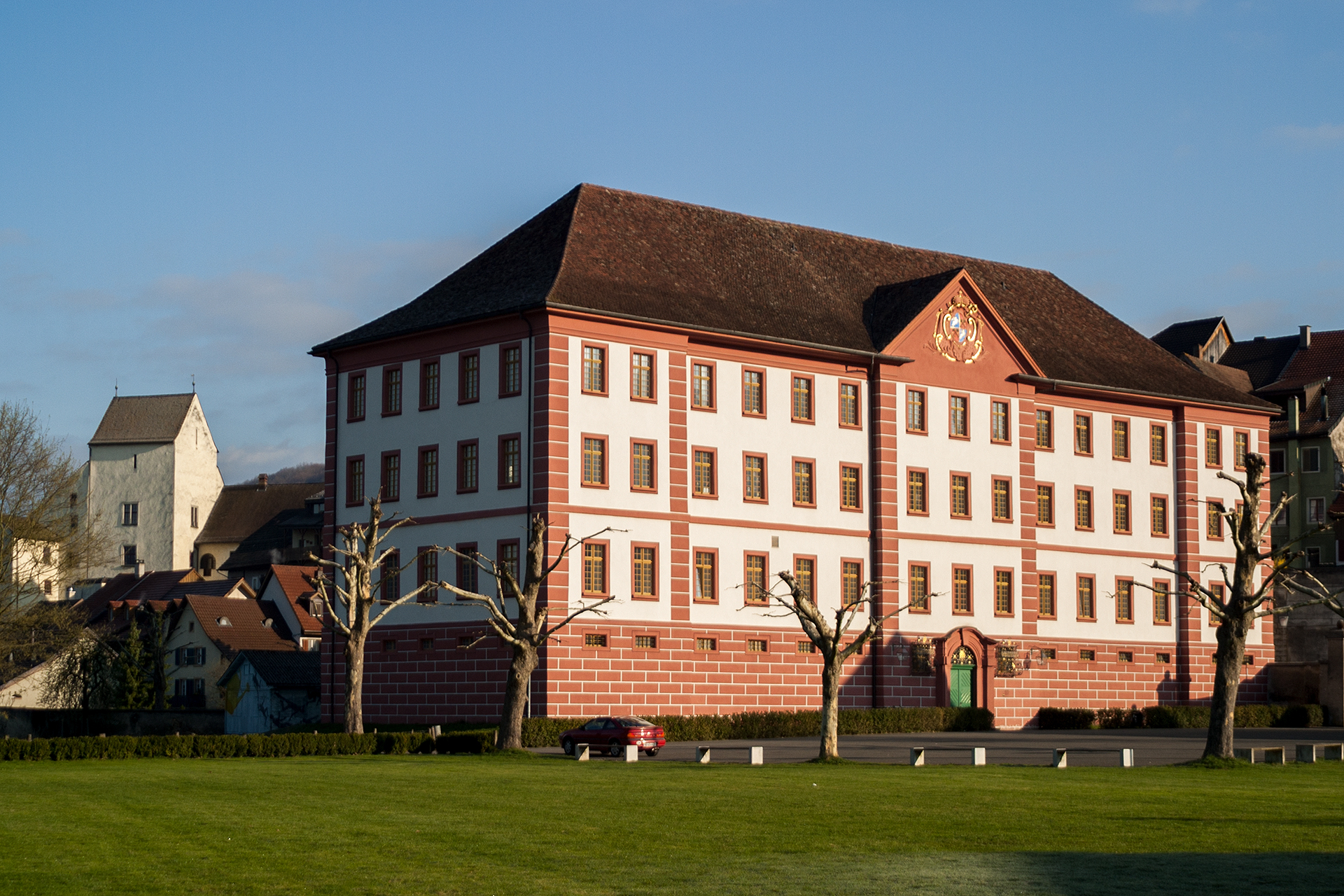
Монастырь